# Waterside (Dalmellington)
Waterside ist eine Ortschaft im Norden der schottischen Council Area East Ayrshire beziehungsweise in der traditionellen Grafschaft Ayrshire. Sie liegt rund vier Kilometer nordwestlich von Dalmellington und 14 Kilometer südöstlich des Zentrums von Ayr am Fluss Doon.

## Geschichte
Die Ortschaft entwickelte sich mit der Ansiedlung eines Hüttenwerks im Jahre 1847. Nach der Umnutzung zu einer Ziegelei im Jahre 1936 wurde die Fabrik bis zu ihrer Stilllegung 1976 unter verschiedenen Namen betrieben, darunter Waterside Ironworks, Dalmellington Ironworks und Houldsworth Ironworks. 1998 wurde auf dem Gelände ein Industriemuseum namens Dunaskin Open-Air Museum eröffnet, das jedoch schon 2005 wieder schließen musste. Auf Grund der hohen industriehistorischen Bedeutung ist die Gesamtanlage heute als Scheduled Monument denkmalgeschützt. Das Waterside Engine House ist als Denkmal der höchsten Kategorie A eingestuft.
Ehemals eine industriell geprägte Siedlung, lebten 1871 noch 1681 Personen in Waterside. Mit dem Niedergang des örtlichen Werkes wurden 1991 nur noch 135 Einwohner gezählt.

## Verkehr
Die A713 (Castle Douglas–Ayr) bildet die Hauptverkehrsstraße von Waterside. Zur Versorgung der Stahlwerke und Kohleminen erhielt Waterside 1853 einen eigenen Bahnanschluss. Nachdem das National Coal Board die Strecke noch im 20. Jahrhundert betrieben hatte, wurde sie schließlich aufgelassen. Seit 2002 zeigt das Scottish Industrial Railway Centre auf dem ehemaligen Werksgelände eine Ausstellung zur lokalen Bahngeschichte.